# Abacetus vadoni
Abacetus vadoni là một loài bọ chân chạy thuộc phân họ Pterostichinae. Loài này được Jeannel mô tả lần đầu năm 1948.